# Brygada Kawalerii „Suwałki”
Brygada Kawalerii „Suwałki” – wielka jednostka kawalerii Wojska Polskiego w II Rzeczypospolitej.
W maju 1921 „wojenna” VII Brygada Jazdy przemianowana została na IV Brygadę Jazdy. W jej skład weszły trzy pułki jazdy samodzielnej: 3 pułk Szwoleżerów Mazowieckich, 1 pułk Ułanów Krechowieckich i 2 pułk Ułanów Grochowskich oraz IV dywizjon artylerii konnej. W grudniu tego roku dowództwo brygady w przeniesione zostało z garnizonu Grodno do Suwałk.
Wiosną 1924 IV BJ przemianowana została na IV Brygadę Kawalerii i podporządkowana dowódcy 1 Dywizja Kawalerii. Równocześnie z jej składu wyłączone zostały: 1 pułk Ułanów Krechowieckich (podporządkowany dowódcy XI BK) i IV dywizjon artylerii konnej (podporządkowany dowódcy artylerii konnej 1 DK). W lutym 1929 IV Brygada Kawalerii przemianowana została na BK Suwałki" i usamodzielniona. W skład brygady ponownie włączony został 4 dywizjon artylerii konnej. Później dołączył 1 pułk Ułanów Krechowieckich z BK "Białystok". Z dniem 1 kwietnia 1937 roku BK "Suwałki" przemianowana została na Suwalską Brygadę Kawalerii.

## Organizacja
- dowództwo
- 3 pułk Szwoleżerów Mazowieckich
- 2 pułk Ułanów Grochowskich
- 4 dywizjon artylerii konnej

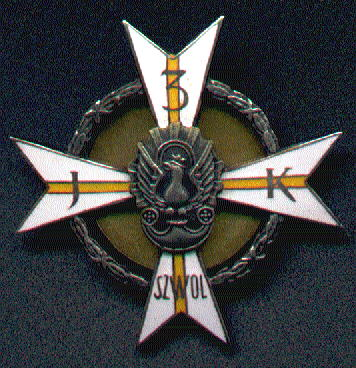
3 pułk szwoleżerów
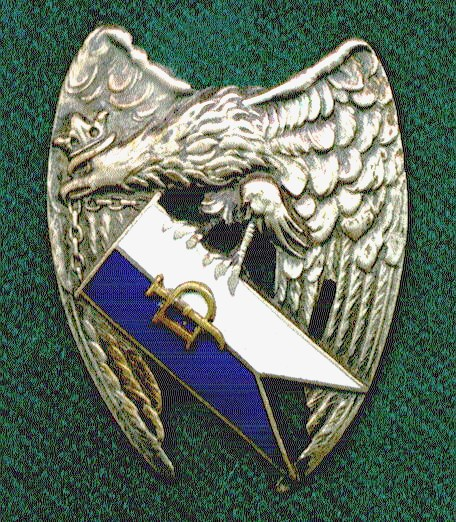
2 pułk ułanów